# سفارة رومانيا في بلغاريا
سفارة رومانيا في بلغاريا هي أرفع تمثيل دبلوماسي لدولة رومانيا لدى بلغاريا. تقع السفارة في Stolichna Municipality ‏ وهي تهدف لتعزيز المصالح الرومانية في بلغاريا.

## وصلات خارجية
- قائمة سفارات رومانيا
- قائمة السفارات في بلغاريا